# Ема Лаура
Ема Лаура (Ема Лаура Гутијерес; шп. Emma Laura Gutiérrez; 3. јул 1971, Гвадалахара, Халиско, Мексико) је мексичка глумица позната по својим улогама у теленовелама.
Њена најпознатија улога је она зле Росане Валверде у теленовели Марисол из 1996. године, где је глумила Марисолину непријатељицу; Марисол је играла Ерика Буенфил.
Ема Лаура се удала и родила двоје деце.

## Теленовеле
- Cuando llega el amor – Вероника
- Ángeles blancos – Габриела
- Muchachitas – Исабел Флорес (хероина)[2]
- Марисол – Росана Валверде[3][4][5]